# Mario Gyr
Mario-Elio Gyr, född 2 maj 1985 i Luzern, är en schweizisk roddare.
Gyr blev olympisk guldmedaljör i lättvikts-fyra utan styrman vid sommarspelen 2016 i Rio de Janeiro.